# Portada/article abril 1

## Vent
El vent és el moviment de gasos a gran escala. A la Terra, el vent és el moviment en massa de l'aire. A l'espai exterior, el vent solar és el moviment de gasos o partícules carregades del Sol a través de l'espai, mentre que el vent planetari és la desgasificació d'elements químics lleugers de l'atmosfera d'un planeta cap a l'espai. Els vents se solen classificar segons la seva escala espacial, la velocitat, els tipus de força que els causen, les regions on es produeixen i el seu efecte. Els vents més forts observats en un planeta del sistema solar es produeixen a Neptú i Saturn.
En meteorologia se solen denominar els vents segons la seva força i la direcció des de la qual bufen; a la civilització, el vent ha inspirat la mitologia, afectat els esdeveniments històrics, estès l'abast del transport i la guerra, i ha proporcionat una font d'energia pel treball mecànic, l'electricitat i el lleure.